# Simon Fraser Tolmie

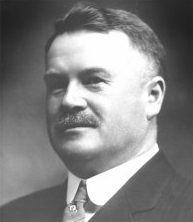
Simon Fraser Tolmie

Simon Fraser Tolmie, PC (* 25. Januar 1867 in Victoria, British Columbia; † 13. Oktober 1937 ebenda) war ein kanadischer Politiker, Tierarzt und Landwirt. Er war von 1919 bis 1921 sowie 1926 kanadischer Landwirtschaftsminister. Danach übernahm er den Parteivorsitz der British Columbia Conservative Party und war vom 21. August 1928 bis zum 15. November 1933 Premierminister der Provinz British Columbia.

## Biografie
Tolmie entstammte einer der ersten Familien, die sich in Victoria niedergelassen hatte. Sowohl sein Vater William Fraser Tolmie als auch sein Großvater mütterlicherseits hatten einflussreiche Positionen in der Hudson’s Bay Company inne. Tolmie verbrachte seine Kindheit auf der familieneigenen Hillside-Farm bei Victoria. Er ging nach Guelph, wo er 1891 am Ontario Veterinary College einen Abschluss in Veterinärmedizin machte. Später stieg er zum obersten Viehinspektor des Landes auf und war nebenbei auch als Landwirt tätig.
Am 17. Dezember 1917 wurde Tolmie bei der Unterhauswahl zum Abgeordneten des Wahlkreises Victoria gewählt. Im Unterhaus gehörte er zunächst der Unionistischen Partei an, nach deren Auflösung der Konservativen Partei. Unter Robert Borden und Arthur Meighen war er von August 1919 bis Dezember 1921 sowie von Juli bis September 1926 kanadischer Landwirtschaftsminister.
1926 wurde Tolmie zum Vorsitzenden der British Columbia Conservative Party gewählt, blieb aber bis 1928 Abgeordneter im kanadischen Unterhaus. Bei der Wahl zur Legislativversammlung von British Columbia im Juli 1928 erzielten die Konservativen die absolute Mehrheit; Tolmie selbst war im Wahlkreis Saanich erfolgreich. Am 21. August 1928 trat er das Amt des Provinzpremierministers an, daneben war er auch Minister für Eisenbahnen.
Auf die Weltwirtschaftskrise reagierte die Regierung äußerst zögerlich. Bis 1931 stieg die Arbeitslosenquote auf 28 % an und Tolmie ließ Arbeitslager im menschenleeren Landesinneren einrichten. Massive Kürzungen im Sozialwesen führten zu einer mächtigen Protestbewegung. Die Conservative Party war derart von inneren Machtkämpfen zerrissen, dass die Parteileitung beschloss, bei der Wahl im November 1933 keine offiziellen Kandidaten aufzustellen. Die Partei zersplitterte in mehrere Gruppen und erlitt eine schwere Wahlniederlage. Am 15. November 1933 trat Tolmie, der seinen eigenen Sitz verloren hatte, zurück.
1936 gewann Tolmie bei einer Nachwahl seinen alten Unterhaussitz in Victoria zurück, starb jedoch ein Jahr später. Er war der letzte konservative Premierminister von British Columbia.